# 럭스 (밴드)
럭스(영어: Rux)는 대한민국의 펑크 밴드로서 한국의 대표 펑크 밴드 중 한 팀으로 초기의 그 마음을 그대로 간직하고 있는 드문 펑크 밴드로 알려져 있다. 럭스는 스컹크 레이블 소속 멤버들로 구성되어 1996년에 결성됐으며, 1999년 "I Gotta Go"로 데뷔했으며 이후 8년 만인 2004년에 25곡을 수록한 첫 정규 앨범 《우린 어디로 가는가》를 발표했다. 럭스는 2005년 7월 30일 MBC 생방송 음악캠프 도중에 함께 무대에 오른 카우치 멤버에 의한 성기 노출 파문에 휩싸인 바 있다. 대표곡으로는 〈발자국〉, 〈지금부터 끝까지〉, 〈언제나 이 자리에서〉, 〈전진〉 등이 있다.

## 구성원

### 현재
- 원종희 - 보컬
- 정예원 - 기타
- 이은교 - 드럼
- 배지성 - 베이스

### 이전
- 이현의 - 기타
- 조셉퀸 - 기타
- 이승복 - 베이스
- 강동일 - 드럼
- 박준영 - 기타
- 김석년 - 드럼
- 이주현 - 베이스
- 박건우 - 기타
- Paul Bricky - 베이스
- 이동훈 - 드럼
- 이태선 - 베이스
- 윤형식 - 베이스
- 이현희 - 기타

## 음반 목록
| 발매년도 | 정규 음반              | 싱글                          | 기타                                                                                 |
| -------- | ---------------------- | ----------------------------- | ------------------------------------------------------------------------------------ |
| 1999년   |                        | 《I Gatta Go》                | 《3000 펑크 - 펑크대잔치 2집》 《Hard Core - Second Compilation》 《인디피아 Vol.2》 |
| 2003년   |                        |                               | 《We Are The Punx In Korea》                                                         |
| 2004년   | 《우린 어디로 가는가》 |                               | 《Another Conception》                                                               |
| 2005년   |                        |                               | 《The Skunx 2005 Live》                                                              |
| 2007년   | 《Ruckus Army》        |                               |                                                                                      |
| 2008년   |                        | 《Last 10 Seconds》           | 《No Future For You/대한민국 따위는 신경꺼라! 여기에 너를 위한 미래는 없다!》        |
| 2009년   | 《영원한 아이들》      | 《만신창이》                  |                                                                                      |
| 2010년   |                        | 《Out Of The Blue》           |                                                                                      |
| 2011년   |                        | 《더러운 양아치》             |                                                                                      |
| 2014년   |                        | 《괴물들이 살아 숨쉬는 나라》 |                                                                                      |
| 2017년   |                        | 《격동》                      |                                                                                      |
| 2018년   |                        | 《콘크리트 동물원의 밤》      |                                                                                      |
| 2019년   |                        | 《We the Anarchy》            |                                                                                      |

## 역사
럭스의 리더 원종희는 초등학교 3학년 때부터 6학년 때까지 미국에서 살았다. 당시 미국에서 사촌 형이 펑크 밴드를 하는 것을 보고 매료되었다고 한다. 원종희는 한국에 돌아와서 중학교 2학년 때 럭스라는 이름으로 밴드를 결성했다. 처음에는 드럼으로 시작했지만 보컬이 없어서 원종희가 보컬을 맡게 되었다.
초기 멤버들이 학업을 이유로 음악을 그만두었고 원종희는 뮤직비디오 감상실에 기타, 베이스, 드럼을 구하는 광고를 냈다. 당시 자살매미라는 이름의 밴드 멤버들이 클럽 드럭에서 공연을 하다 잘린 상태였고 그들이 럭스로 들어와 활동을 하게 되었다. 이 때 럭스에서 오랫동안 활동했으며 현재는 갤럭시 익스프레스에서 활동하는 이주현이 들어왔다.
럭스는 클럽 하드코어에서의 활동으로 이름을 알렸고 함께 활동하던 친구들과 함께 98년에 스컹크 레이블을 만들었다. 앨범을 내주는 기획사를 찾을 수 없어서 자체적으로 앨범을 만들기 시작했고 카세트 녹음기로 만든 ‘우리는 한마음’이라는 테이프를 냈고, CD 앨범을 만들기 위해 사업자 등록증을 내고 여기에 필요한 세금과 유통 문제를 해결하는 과정에서 레이블이 형성되었다고 한다.
이후 원종희가 직접 운영하는 스컹크 레이블과 스컹크헬 공연장을 중심으로 활발한 활동을 전개했다. 처음 발표한 정식앨범은 1999년에 나온 EP였으며, 리더 원종희가 군대에 다녀온 뒤 2004년 발표된 1집 <우린 어디로 가는가>는 결성 10년만에 나온 첫 풀 앨범으로 무려 25곡이 수록되었다. 앨범은 제 2회 [한국대중음악상]에서 최우수 록앨범 부문의 후보에 올랐다. 2005년엔 라이브 앨범을 발표했으며 2006년 “Another Conception”, 2007년에 2집 “The Ruckus Army”, 2009년에 3집 “영원한 아이들”, 2011년에 싱글 “더러운 양아치”를 발매하였다. 럭스는 2014년에 The Strikers의 리더 SUNN-ROW와 Veggers의 드럼 표신재가 합류하여 현재까지 활동하고 있다.

## 활동
럭스는 1996년 홍대 앞 클럽 '스컹크 헬'과 '스컹크레이블'을 운영하던 리더 원종희를 주축으로 결성되었다. 럭스(Rux)라는 이름은 원종희가 중학교 2학년 때 원종희, 이현희, 이승복과 결성하면서 만들었졌다. 1999년 처음 EP앨범 《Another Conception》을 발표했으며, 군대를 다녀온 뒤 2004년에 발표된 1집 《우린 어디로 가는가》는 제 2회 한국대중음악상에서 최우수 록 앨범 부문에 후보에 올랐다. 이 앨범은 2009년 유럽 연합에 발매를 할 목적으로 재발매되었다.
2005년 7월 럭스는 카우치와 함께 성기 노출 파문에 휘말리면서 대중과 언론들의 엄청난 비난에 시달렸다. 이 사건은 언더그라운드에서 활동하는 인디 밴드 전체의 이미지에 큰 타격을 입혔다. 럭스의 보컬 원종희는 카우치 멤버의 사전 모의에 대해 인지하고 있었다는 이유로 업무방해죄로 불구속 입건되었다. 2005년 10월 2일에 서울 한양대학교에서 열린 '도시락&쌈지사운드 페스티벌' 무대에서 방송사고로 물의를 일으키고 인디밴드의 명예를 실추시킨 것에 대한 사과의 뜻을 전했다.2006년 8월 5일 롤링 홀에서의 두 번째 단독 공연을 진행했다. 2011년 보컬 원종희의 호주 유학을 기점으로 활동을 잠정 중단했다.
럭스는 2012년 6월 '할로우 잰 &럭스 COMEBACK SHOW'라는 이름으로 롤링홀에서 컴백무대를 가졌다. 2013년 보컬 원종희와 정새난슬의 결혼식이 록 밴드의 라이브 공연으로 이루어져 화제가 되었다.

## 사건
2005년 7월 30일에 MBC 생방송 음악캠프에서는 인디 밴드를 소개하는 프로그램을 마련하여 럭스 등 여러 인디 밴드들을 초대했다. 그런데 럭스와 같이 노래를 부르게 되어 있던 카우치의 멤버들이 공연 도중 갑자기 바지를 벗어 성기를 노출시키는 사건을 발생시켰다. MBC 측은 급하게 대체방송을 내보냈지만 이미 엎질러진 물이었다. 결국 럭스의 리더 원종희는 이 사건에 연루되어 경찰의 조사를 받아 불구속 입건되었으며 성기 노출 사건의 피의자인 카우치의 멤버들은 구속 수감되었다.
이후 MBC도 이 사건으로 인해 큰 타격을 입었으며, 결국 생방송 음악캠프는 이 사건으로 인해 사실상 폐지되었다. 이 사건이 일단락된 후 MBC에서는 쇼! 음악중심이라는, 음악캠프와 제목만 다를 뿐 대동소이한 음악 프로그램이 생겨났다.
보컬 원종희는 2010년 7월 18일 새벽 4시 30분께 만취 상태로 부산 남구 대연동 모 식당에 침입해 한우 1.5kg를 훔친 혐의로 불구속 입건됐다. 경찰 조사 결과 원 씨는 공연을 마치고 멤버들과 회식을 하던 중 고기가 다 떨어지자 한우 고기를 찾아 인근 식당에 침입한 것으로 알려졌다.